# Košík
Košík település Csehországban, a Nymburki járásban. Košík Rožďalovice, Ledce, Dětenice, Křinec, Žitovlice, Seletice és Prodašice településekkel határos. Lakosainak száma 377 fő (2024. január 1.).

## Népesség
A település lakosságának változását az alábbi diagram mutatja:
| Lakosok száma | 1112 | 1188 | 1019 | 672  | 463  | 340  | 357  | 352  | 361  | 377  |
|               | 1869 | 1890 | 1921 | 1950 | 1980 | 2001 | 2017 | 2019 | 2022 | 2024 |